# Frente Popular Antifascista
El Frente Popular Antifascista (People's Anti-Fascist Front en inglés o लोगों का फासीवाद विरोधी मोर्चाen Hindi) es un grupo guerrillero que opera en el área de Jammu y Cachemira, en la India. El grupo comenzó a realizar ataques y videos propagandísticos desde julio del 2020.

## Historia
La iconografía del grupo evita los símbolos e identificadores religiosos, una característica recurrente en la propaganda de otros islamistas en Cachemira, en intento secularizar la lucha armada en la región, tomando nombres y léxico de grupos de extrema. El primer ataque del grupo fue registrado el 14 de agosto del 2020 en un puesto de control en la ciudad de Srinagar, donde tres agentes fueron emboscados dejando como saldo dos oficiales muertos un herido. Según las autoridades locales, este grupo es una escisión de Jaish-e-Mohammed, así como también dirigido y financiado por la ISI pakistaní.
En diciembre del 2020 un portavoz del PAFF clamó ha amenazado con 'ejecutar' a los miembros del grupo RSS que planean establecerse en Jammu y Cachemira bajo el 'disfraz de civiles', además de comparar la ocupación india con los asentamientos israelíes en Palestina.

### Hechos de violencia
Uno de los primeros ataques de las PAFF fue una emboscada a miembros de la policía militar en la localidad de Lawaypora, Distrito de Srinagar, ocurrida el 25 de marzo del 2021, dejando como saldo dos gendarmes muertos y dos heridos (falleciendo uno días después a consecuencia de sus heridas).
El 2 de junio del 2021 el PAFF asesinó al líder local del Partido Popular Indio y concejal municipal de la comunidad de Tral, Pulwama Rakesh Pandita, siendo asesinado por tres terroristas a plena luz del día. El ataque ocurrió cuando el concejal se dirigía a la visita de un conocido, además de que las autoridades confirmaron que el ataque ocurrió cuando Pandita no iba acompañado de sus guardaespaldas. El asesinato conmocionó no solo a los líderes políticos de Cachemira, también causó indignación en algunos sectores de la sociedad. Semanas después el 13 de agosto del mismo año, el PAFF clamo el ataque con granada al líder Jasbir Singh, dejando como saldo un niño de tres años muerto y otros seis familiares del líder heridos.
No fue hasta el 18 de octubre del 2021 miembros del PAFF clamaron responsabilidad de una emboscada realizada hace seis días a soldados en el distrito de Poonch, dejando como saldo inicial cinco muertos, pero con el pasar de los días ascendió a nueve el número de fallecidos. En los días posteriores las autoridades realizaron varias incursiones en el área, registrándose tiroteos en la zona, mismos que dejaron dos soldados heridos.